# 民族苏木
民族苏木，是中国行政区划之一，行政区划级别与街道、镇、乡、民族乡、苏木、县辖区相同，属乡级行政区。
现仅有一个，为位於内蒙古自治区的呼伦贝尔市陈巴尔虎旗的鄂温克民族苏木。